# 1665 en France
Chronologie de la France
- 1661
- 1662
- 1663
- 1664
- 1665
- 1666
- 1667
- 1668
- 1669

Cette page concerne l’année 1665 du calendrier grégorien.

## Événements
- 5 janvier : parution à Paris du premier numéro de la première revue scientifique, le Journal des Sçavans[1].
- 18 janvier : déclaration de Pontchartrain, établissant la capitation en France. Pour la première fois, la noblesse est imposée en argent
- 15 février : bulle Regimini apostolici prescrivant la signature du formulaire antijanséniste dans les trois mois. Elle reçoit la sanction royale par une déclaration enregistrée au Parlement le 29 avril[2]. Les religieuses ayant refusé de signer le formulaire sont internées à Port-Royal des Champs, tandis que les « signeuses » demeurent à Paris (juillet)[3].
- 24 février : révolte antifiscale d’Audijos, en Chalosse. Le Lavedan se soulève à l’approche des troupes royales. Le 18 mars, les dragons entrent dans le Lavedan après sa soumission[4].
- 26 février : déclaration de Louis XIV, portant sur les usurpateurs de noblesse de Provence, enregistrée par la cour des comptes d’Aix le 2 juin. Désormais, les nobles doivent justifier leur noblesse par preuves écrites[5].

- 10 avril : Nicolas Arnoul devient intendant des galères[6]. Il est chargé des travaux d’agrandissement de l’arsenal des galères à Marseille.
- 13 avril : ordonnance de Monsieur de Clodoré, gouverneur de la Martinique, qui accorde une récompense à tous ceux qui ramèneraient des esclaves fugitif. Les autorités françaises mentionnent pour la première fois le marronnage à la Martinique, où Francisque Fabulé, chef d'une bande de 4 à 500 fugitifs, se livre à des pillages. Fabulé se livre au bout de six mois et Clodoré lui accorde la liberté à condition qu’il l’aide dans sa lutte contre le marronnage. Il s’enfuit après le départ de Clodoré avant d’être repris et condamné aux galères en 1671[7].
- 27 avril : le peuple de Bayonne se soulève contre les agents de l’intendant et les « gabeleurs ». Un prisonnier, accusé d’être complice d’Audijos, est libéré[4].
- 18 mai : règlements des statuts de la manufacture d’Aubusson[8], approuvés par le roi en juillet. Colbert fait octroyer à l’ensemble des ateliers de tapisserie d’Aubusson le privilège de s’intituler « Manufacture royale ». Le même privilège est accordé à Felletin en 1689.

- 1er juin : mandement de l’évêque d'Alet Pavillon touchant la signature du formulaire. Il est suivi par Buzenval, évêque de Beauvais (23 juin), Henri Arnauld, évêque d’Angers (8 juillet), et Caulet, évêque de Pamiers (31 juillet)[9].

- 8 juillet : combat de la maison Boëren. Audijos réussit à échapper aux troupes royales près de La Bastide-Villefranche, en Béarn. Vers le 22 juillet, il passe en Espagne, à Sallent de Gállego ; deux tentatives des dragons pour le capturer échouent le 10 août et le 11 septembre. Il rentre en Chalosse en octobre, puis disparait jusqu’en 1675[4].
- 9 juillet : arrivée du navire « Le Taureau » emportant à son bord les 20 premiers colons français de l’île Bourbon[10].

- 31 août : déclaration royale ordonnant la tenue des grands jours d’Auvergne pour juger les nobles coupables[11].
- 15 septembre : première représentation à Versailles de L’Amour médecin, comédie-ballet de Molière[12].
- 25 septembre - 4 février 1666 : grands jours d’Auvergne[11]. Colbert utilise le Parlement de Paris itinérant pour faire justice dans le Massif central.

- 17 octobre : cérémonie de la première pierre du projet de façade Est du Louvre conçue par Bernin, en sa présence. Le projet, abandonné deux ans plus tard, sera remplacé par la Colonnade [13].
- Octobre : création de la manufacture des glaces (futur Saint-Gobain) au faubourg Saint-Antoine puis à Cherbourg par Nicolas Dunoyer, qui emploie des ouvriers vénitiens[14]. Son capital quintuplera entre 1667 et 1680. Création de la manufacture Van Robais (draps fins) à Abbeville[15].
- 12 décembre : Colbert devient contrôleur général des finances[16] (fin en 1683). Le contrôle général des finances supplante la chancellerie (justice) sur les questions financières.
- 17 décembre : ordonnance royale portant sur l’application de « l’inscription maritime » sur les côtes atlantiques (recensement général des gens de mer). Il permet le recrutement forcé par classes successives. Le système est généralisé par l’ordonnance du 22 septembre 1668[17].